# Čitluk, Sokobanja
Čitluk (izvirno srbsko Читлук) je naselje v Srbiji, ki upravno spada pod Občino Sokobanja; slednja pa je del Zaječarskega upravnega okraja.

## Demografija
V naselju, katerega izvirno (srbsko-cirilično) ime je Читлук, živi 697 polnoletnih prebivalcev, pri čemer je njihova povprečna starost 49,2 let (47,6 pri moških in 50,8 pri ženskah). Naselje ima 246 gospodinjstev, pri čemer je povprečno število članov na gospodinjstvo 3,28.
To naselje je, glede na rezultate popisa iz leta 2002, večinoma srbsko.
|  |

| Demografija | Demografija     | Demografija     |
| Leto        | Št. prebivalcev | Št. prebivalcev |
| ----------- | --------------- | --------------- |
|             |                 |                 |
|             |                 |                 |
|             |                 |                 |
|             |                 |                 |
| 1948        | 1497            |                 |
| 1953        | 1558            |                 |
| 1961        | 1738            |                 |
| 1971        | 1545            |                 |
| 1981        | 1295            |                 |
| 1991        | 1042            | 1041            |
| 2002        | 807             | 806             |
|             |                 |                 |

| Etnična sestava po popisu iz leta 2002 | Etnična sestava po popisu iz leta 2002 | Etnična sestava po popisu iz leta 2002 | Etnična sestava po popisu iz leta 2002 | Etnična sestava po popisu iz leta 2002 |
| -------------------------------------- | -------------------------------------- | -------------------------------------- | -------------------------------------- | -------------------------------------- |
| Srbi                                   | Srbi                                   |                                        | 742                                    | 92,05%                                 |
| Romi                                   | Romi                                   |                                        | 45                                     | 5,58%                                  |
| Črnogorci                              | Črnogorci                              |                                        | 4                                      | 0,49%                                  |
| Muslimani                              | Muslimani                              |                                        | 4                                      | 0,49%                                  |
| Albanci                                | Albanci                                |                                        | 2                                      | 0,24%                                  |
| Jugoslovani                            | Jugoslovani                            |                                        | 1                                      | 0,12%                                  |
| Neznano                                | Neznano                                |                                        | 6                                      | 0,74%                                  |